# 詹尼·里韦拉
詹尼·里韦拉（義大利語：Gianni Rivera，1943年8月18日—），前意大利著名足球运动员，司职中場。他的職業生涯大多數時間效力于歐洲豪門AC米蘭，亦取得了非常大的成功，被業界尊為米蘭歷史上的旗幟人物之一。

## 简历
里维拉是意大利足球史上最优秀的天才球员之一，其被公认为意大利足球术语中的“创造型得分手”（義大利語：il fantasista，直译为比赛中能给人华丽与奇妙之感的“幻想家”，是对具有创造性的前锋及中场球员的爱称）。其敏锐的得分能力、精准的传球技术和充满想象力的踢球风格，为其赢得了“金童”的昵称。1969年，里维拉成为欧洲足球先生获得的官方评语是“一位优雅的、有创造性和艺术想像力的中场大师”。
1953年，里维拉加入家乡球队亚历山德里亚队。1959年，年龄为15岁零288天的他正式在意甲联赛亮相，这是仅次于阿梅代奥·阿马代伊(Amedeo Amadei)的史上第二年轻的意甲出场纪录。
1960年，里维拉转会至意大利著名球会AC米兰。1961-62赛季，他帮助球会获得了意甲冠军，又在次年夺得了欧洲冠军杯。1963年的欧洲足球先生评选中，他的得票数仅次于列夫·雅辛。此后他继续获得优异的成绩，夺得了2次意甲冠军，4次意大利杯赛冠军，1次欧洲冠军杯冠军（1972-73赛季，并以17粒入球成为该届赛事的射手王）。1969年，实至名归的里维拉终于被评为欧洲足球先生。
尽管出身于以防守著称的意大利，但里维拉对当时盛行的链式防守颇多不满，也因此与当地媒体和足球教练造成了一定的隔阂。
1962年5月13日，里维拉在与比利时队的比赛中，首次代表意大利国家队出场。直至1974年离开国家队为止，他一共代表意大利出场60次，攻入14球。他赢得的荣誉主要有1968年欧洲锦标赛冠军。另外，他一共参加了1962年至1970年间的四次世界杯足球赛，共出场9次，攻入3球。尤其在1970年的墨西哥世界杯决赛阶段，他与国际米兰的著名前锋桑德罗·马佐拉对首发位置的竞争广为人知，但多次被后者挤在了替补席上。但在与西德队的半决赛中，里维拉攻入制胜一球，成为意大利队进入决赛的最大功臣，但最后意大利队仍输给了拥有球王贝利的巴西队。
2004年，里维拉被选入由贝利评选的“FIFA 100”名单中，成为意大利入选该名单的14名伟大球员之一。

## 俱乐部及国家队荣誉
- 意甲联赛：三次冠军（1962年，1968年，1979年）
- 意大利杯：四次冠军（1967年，1972年，1973年，1977年）
- 欧洲优胜者杯：两次冠军（1968年，1973年）
- 欧洲冠军杯：两次冠军（1963年，1969年）
- 洲际杯足球赛：一次冠军（1969年）
- 世界杯足球赛：一次亚军（1970年）
- 欧洲足球锦标赛: 一次冠军（1968年）

## 个人荣誉
- 欧洲足球先生：第一名（1969年），第二名（1963年）
- 意甲联赛最佳射手：第一名（1972-73年）